# Taglets
Taglets son programas escritos en Java que implementan la API Taglet. Los Taglets pueden ser escritos, ya sea como etiquetas independientes, tales como @todo, o etiquetas en línea, como {@underline}. Los Taglets independientes actualmente no admite etiquetas en línea en su texto. La API Taglet consta de una sola interfaz:
```
Tagle interface
```

Un Taglet puede modificar el formato y el argumento de texto de una etiqueta personalizada, y hacer otras cosas, tales como redirigir el texto a un archivo. Un taglet puede anular una etiqueta estándar.